# Andreas Tam
Andreas Tam (* 2. Juni 1967 in Zehdenick) ist ein deutscher Handballtrainer und ehemaliger Handballspieler.
Andreas Tam spielte beim ASK Vorwärts Frankfurt in der DDR-Oberliga, von wo er 1990 zu TuRU Düsseldorf wechselte. Von der Saison 1994/1995 bis zur Saison 1996/1997 spielte er mit dem OSC 04 Rheinhausen in der 2. Bundesliga und der 1. Bundesliga.
Als Trainer betreute er die HaSpo Bayreuth in der Regionalliga Süd und anschließend die Mannschaft der HSG Lauf/Heroldsberg in der Bezirksoberliga.